# Нова-Леванте
Нова-Леванте (итал. Nova Levante) — коммуна в Италии, располагается в регионе Трентино — Альто-Адидже, в провинции Больцано.
Население составляет 1825 человек (2008 г.), плотность населения составляет 37 чел./км². Занимает площадь 50 км². Почтовый индекс — 39056. Телефонный код — 0471.
Покровителем коммуны почитается святой Альбуин, празднование в первое воскресение февраля . 

## Демография
Динамика населения:

## Администрация коммуны
- Официальный сайт: http://www.comune.novalevante.bz.it/